# Víctor Emilio Ramírez
Víctor Emilio Ramírez (30 de marzo de 1984 en Ezeiza, Buenos Aires, Argentina) es un boxeador argentino que reside en Wilde, provincia de Buenos Aires.
Fue campeón mundial OMB de peso crucero (OMB-Organización Mundial de Boxeo), su apodo del ring es "El Tyson del Abasto", fue bautizado Víctor Emilio en honor a otro boxeador argentino que fue campeón mundial semi-completo AMB que reinó en la década de los 70, Víctor Emilio Galíndez.

## Carrera
Ramírez hizo su debut profesional el 8 de abril de 2006, ganándole a Miguel Ángel Pacheco por decisión unánime en cuatro asaltos, en sus próximos combates consiguió cinco victorias consecutivas por nocaut, el 22 de diciembre de 2006 enfrentó a Sebastián Ignacio Ceballos en Buenos Aires, Ramírez mandó a la lona a Ceballos en el segundo asalto, la pelea terminó en una decisión mayoritaria en seis asaltos a favor de Ceballos.
Cabe destacar que las primeras 12 peleas de Ramírez fueron en la categoría pesado, junto a su entrenador tomaron la decisión de bajar de división, encuadrándose en la categoría crucero, para lograr un mejor desempeño sobre el ring.
El 10 de mayo de 2008 Ramírez le ganó a Mauro Ordiales por decisión mayoritaria en seis asaltos, el margen de la diferencia en las tarjetas fue mínimo, esto llevó a que el 30 de agosto de 2008 se llevara a cabo la segunda edición de dicho combate, estando en juego el título sudamericano crucero, Ramírez consiguió la victoria por KOT en el decimoprimer asalto, luego de derribar dos veces a Ordiales en el asalto de la definición. Esta victoria fue de alto nivel en el plano nacional.

## Título Mundial Crucero OMB

### Ramírez vs Alexeev
El 17 de enero de 2009 en Alemania, Ramírez enfrentó al invicto ruso Alexander Alexeev, estando en juego el título mundial crucero OMB interino, que estaba en condición de vacante.
Los primeros asaltos fueron en favor de Alexeev, sobre la base de un trabajo de larga distancia con su jab y utilizando uppercuts cuando Ramírez entraba, el argentino comenzó a acortar la distancia en los asaltos siguientes, la pelea era pareja, aunque Alexeev era quien estaba mejor posicionado en las tarjetas, luego de tener un buen octavo asalto, Ramírez empezaba a colocar mejores golpes en la corta distancia, fue en el noveno asalto donde Ramírez desbordo a Alexeev con una serie de brutales golpes, con este feroz ataque Ramírez amenazó la verticalidad de Alexeev, cuando el asalto finalizó el ruso volvió a su esquina en muy malas condiciones, todo estaba listo para el décimo asalto, pero se informó desde la esquina del ruso que Alexeev no iba a salir a combatir, Ramírez ganó la pelea por KOT en el noveno asalto y se coronó campeón mundial crucero OMB interino.
Una semana después de la pelea, la OMB reconoció a Víctor Emilio Ramírez como campeón absoluto de la Organización Mundial de Boxeo.

### Primera defensa
El 16 de mayo de 2009 en el estadio Luna Park, Buenos Aires, Argentina. Ramírez defendió su título mundial ante Ali Ismailov.
La pelea inicio con un comando alternado, los primeros cuatro asaltos se repartieron para cada uno y en empates, el combate se tornó duro en los asaltos siguientes, cada uno tenía intercambios de golpes a su favor en cada asalto, Ramírez comenzó a ser más claro en su propósito en los asaltos medios, frenaba la movilidad de Ismailov con golpes al cuerpo y fuertes combinaciones a la cabeza, cuando el campeón se quedaba estático Ismailov conectaba buenos golpes, la pelea volvió a ser pareja con la misma intensidad de siempre, Ramírez logró terminar con mejor imagen al colocar algunos impactos duros que complicaron a Ismailov, la pelea se llevó los doce asaltos y el fallo de la pelea fue una decisión dividía en favor de Ramírez, concretando así la primera defensa del título mundial crucero OMB.

### Segunda defensa
El 29 de agosto de 2009, en Alemania, perdió el título ante la sensación local, Marco Huck, que tenía un récord de 25-1-(20KO), la única derrota del germano fue por nocaut técnico frente a Steve Cunningham.

## Regreso al boxeo
El 21 de diciembre de 2013 venció en Benavídez al sudafricano Thabiso Mogal, este regreso fue propiciado y promocionado por el político Daniel Scioli, quien le consiguió a Ramírez un camino para conquistar el título mundial.

## Récord profesional
| 22 Ganadas (17 KOs), 4 Derrotas, 1 Empate, 1 Sin Resultado |            |                                |      |               |            |                                                                  |                                                                                      |
| Res.                                                       | Récord     | Oponente                       | Tipo | Rd., Tiempo   | Datos      | Localidad                                                        | Notas                                                                                |
| D                                                          | 22–4–1 (1) | Zhang Junlong                  | KO   | 1 (12), 1:36  | 2017-12-18 | China Show, Beijing, China                                       | Por el título WBA Oceanía del peso pesado.                                           |
| D                                                          | 22–3–1 (1) | Denís Lébedev                  | TKO  | 2 (12), 1:57  | 2016-05-21 | Khodynka Ice Palace, Moscú                                       | Pierde el título de la IBF del peso crucero Por el título de la WBA del peso crucero |
| Empate                                                     | 22–2–1 (1) | Ovill McKenzie                 | SD   | 12            | 2015-10-02 | Villa La Ñata Sporting Club, Benavídez, Buenos Aires             | Retiene el título de la IBF del peso crucero                                         |
| G                                                          | 22–2 (1)   | Ola Afolabi                    | UD   | 12            | 2015-04-10 | Villa La Ñata Sporting Club, Benavídez, Buenos Aires             | Gana el título interino de la IBF del peso crucero                                   |
| G                                                          | 21–2 (1)   | Deon Elam                      | KO   | 2 (10), 3:00  | 2014-10-31 | Teatro Griego Juan Pablo Segundo, San Martín, Mendoza, Argentina | Retiene el título IBF Latino del peso crucero                                        |
| G                                                          | 20–2 (1)   | Cleiton Conceicao              | KO   | 4 (10), 1:17  | 2014-07-19 | Villa La Ñata Sporting Club, Benavídez, Buenos Aires             | Retiene el título IBF Latino del peso crucero                                        |
| G                                                          | 19–2 (1)   | Glendy Hernández               | TKO  | 4 (10), 0:37  | 2014-03-21 | Villa La Ñata Sporting Club, Benavídez, Buenos Aires             | Retiene el título IBF Latino del peso crucero                                        |
| G                                                          | 18–2 (1)   | Danny Santiago                 | TKO  | 4 (10), 1:40  | 2014-01-31 | Piso de los Deportes, Mar del Plata, Buenos Aires                | Retiene el título IBF Latino del peso crucero                                        |
| G                                                          | 17–2 (1)   | Mariano Rubén Díaz Strunz      | UD   | 10            | 2014-01-04 | Piso de los Deportes, Mar del Plata, Buenos Aires                | Gana el título vacante IBF Latino del peso crucero                                   |
| G                                                          | 16–2 (1)   | Thabiso Mogale                 | TKO  | 1 (4)         | 2013-12-21 | Villa La Ñata Sporting Club, Benavídez, Buenos Aires             |                                                                                      |
| D                                                          | 15–2 (1)   | Marco Huck                     | UD   | 12            | 2009-08-29 | Gerry Weber Stadion, Halle, Renania del Norte-Westfalia          | Pierde el título WBO del peso crucero                                                |
| G                                                          | 15–1 (1)   | Ali Ismayilov                  | SD   | 12            | 2009-05-16 | Estadio Luna Park, Buenos Aires                                  | Retiene el título WBO del peso crucero                                               |
| G                                                          | 14–1 (1)   | Alexandr Alexéyev              | RTD  | 9 (12), 3:00  | 2009-01-17 | Burg-Waechter Castello, Düsseldorf, Renania del Norte-Westfalia  | Gana el título de la WBO del peso crucero                                            |
| G                                                          | 13–1 (1)   | Héctor Ricardo Sotelo          | TKO  | 2 (12), 0:32  | 2008-12-04 | Estadio Luna Park, Buenos Aires                                  | WBO Latino/Sudamericano del peso crucero                                             |
| G                                                          | 12–1 (1)   | Mauro Ordiales                 | RTD  | 11 (12), 2:58 | 2008-08-30 | CEDEM N°2, Caseros, Buenos Aires                                 | Gana el título vacante Sudamericano Crucero                                          |
| G                                                          | 11–1 (1)   | Mauro Ordiales                 | MD   | 6             | 2008-05-10 | Club Huracán, Tres Arroyos, Buenos Aires                         |                                                                                      |
| G                                                          | 10–1 (1)   | Iván Carlos Protti             | TKO  | 4 (6), 2:29   | 2008-02-23 | Club Social y Deportivo Mar de Ajo, Mar de Ajo, Buenos Aires     |                                                                                      |
| G                                                          | 9–1 (1)    | Adolfo Obando                  | TKO  | 2 (6), 1:42   | 2007-12-14 | Polideportivo Municipal Carlos Cerutti, Córdoba                  |                                                                                      |
| G                                                          | 8–1 (1)    | César Darío Heredia            | TKO  | 1 (4), 2:30   | 2007-08-18 | Club Tomas de Rocamora, Concepción del Uruguay, Entre Ríos       |                                                                                      |
| G                                                          | 7–1 (1)    | Miguel Ángel Morales           | RTD  | 2 (6), 3:00   | 2007-07-21 | Club Estudiantes, Santa Rosa, La Pampa                           |                                                                                      |
| NC                                                         | 6–1 (1)    | Claudio Carlos Roque Fernández | NC   | 2 (6)         | 2007-06-08 | Escuela N° 6, Bolívar, Buenos Aires                              | El ring cedió por el peso de los boxeadores y el árbitro.                            |
| D                                                          | 6–1        | Sebastián Ignacio Ceballos     | MD   | 6             | 2006-12-22 | Buenos Aires Lawn Tennis Club, Buenos Aires                      |                                                                                      |
| G                                                          | 6–0        | Fernando Sebastián Santander   | KO   | 1 (6)         | 2006-11-24 | Club Tomas de Rocamora, Concepción del Uruguay, Entre Ríos       |                                                                                      |
| G                                                          | 5–0        | Iván Carlos Protti             | TKO  | 1 (4)         | 2006-10-14 | Estadio Luna Park, Buenos Aires                                  |                                                                                      |
| G                                                          | 4–0        | Mario Javier Moreno            | TKO  | 1 (4)         | 2006-09-15 | Club El Porvenir, Monte, Buenos Aires                            |                                                                                      |
| G                                                          | 3–0        | José Norberto Gómez            | TKO  | 2 (4), 2:51   | 2006-07-14 | Club Social y Recreativo Curuzú, Curuzu Cuatia, Corrientes       |                                                                                      |
| G                                                          | 2–0        | Roberto Martínez               | TKO  | 2 (4), 1:30   | 2006-05-19 | Club El Porvenir, Monte, Buenos Aires                            |                                                                                      |
| G                                                          | 1–0        | Miguel Ángel Pacheco           | {UD  | 4             | 2006-04-08 | Estadio Luna Park, Buenos Aires                                  |                                                                                      |